# Hebrejščina
Hebrêjščina je semitski jezik iz afroazijske jezikovne družine, ki ga govori okrog 6 milijonov ljudi, živečih večinoma v Izraelu, delih palestinskih ozemelj, ZDA in v judovskih skupnostih širom sveta. Zapisuje se s hebrejsko abecedo.
Jedro hebrejske Biblije, Tora, o kateri krščanska in judovska vera učita, da je bila prvič zapisana za časa Mojzesa pred nekako 3.300 leti, je napisana v klasični ali biblijski hebrejščini. Judje so jo vedno imenovali לשון הקודש - Lašon ha-kodeš, kar pomeni sveti jezik. Tudi besedila, pisana v tem jeziku, imajo za sveta. Večina učenjakov verjame, da je bila ta različica hebrejščine po prvem uničenju Jeruzalema, ki so ga leta 607 pr. n. št izvedli Babilonci s kraljem Nebukadanezerjem II., v vsakdanji uporabi nadomeščena z mišnajsko hebrejščino in krajevno različico aramejščine. Verjetno je, da je hebrejščina po zmanjšanju števila judovskega prebivalstva v delih Judeje pod rimsko zasedbo, prenehala obstajati kot govorjen jezik okrog leta 200, vendar je ohranila svoje mesto glavnega pisanega jezika še v nadaljnjih stoletjih. V hebrejščini niso bila zapisana le izključno verska besedila, marveč tudi pisma, pogodbe, znanstvena, filozofska, in medicinska besedila, poezija in protokoli dvorov. Jezik se je tako s prevzetimi besedami in neologizmi prilagajal novim področjem in izrazoslovju. 
Hebrejščino so v poznem 19. in zgodnjem 20. stoletju oživili kot govorjeni jezik in jo imenovali sodobna hebrejščina (עברית ivrit). Kot govorjeni jezik Izraela je nadomestila nekaj jezikov, ki so jih govorili Judje tistega časa, vključujoč arabščino, judezmo (tudi ladino), jidiš, ruščino in druge jezike, ki jih je govorila judovska diaspora.
Sodobna hebrejščina je leta 1921 postala uradni jezik britanske Palestine in glavni uradni jezik države Izrael, poleg arabščine, ki je v novi državi ohranila svoj položaj.